# Kimmo Koskenkorva
Kimmo Koskenkorva, född 21 juni 1978 i Haukipudas, är en före detta finsk ishockeyspelare som bl.a. spelade för Skellefteå AIK i Elitserien. Han är mest känd för att 2009 skjutit Skellefteå AIK till semifinal för första gången på 28 år. Det skedde när man slog ut storfavoriterna Linköping HC två minuter in i sjätte perioden (det vill säga i tredje förlängningsperioden) i en match som när den var färdigspelad var den tredje längsta matchen någonsin i svensk hockey.